# 田中佑和
田中 佑和（たなか ゆうわ、1982年6月2日 - ）は、日本の映画監督、脚本家。東京都出身。

## 概要
日本映画学校（現・日本映画大学）卒業。
予告編編集、メイキングディレクター、演出助手などを経て、現在は主に映画監督、脚本家として活動。
鈴木光司原作、乃木坂46・伊藤万理華主演映画「アイズ」の脚本を手掛ける。
2015年9月、監督として初の長編映画である「青春群青色の夏」が公開。
アートディレクターの田中佑佳（たなかゆうか）は実妹。

## 作品

### 短編映画
- ウマにまつわる干支セトラ - 監督[1]
- 若者よ - 原案[2]
- HELP!! - 監督・脚本（さぬき映画祭2018ストーリープロジェクトグランプリ受賞）

### 映画
- アイズ - 脚本・監督補[3][4][5][6][7]
- 青春群青色の夏 - 監督・脚本[8][9][10][11][12]
- デスフォレスト 恐怖の森5 - 監督・脚本（福田陽平との共同監督）

### オリジナルビデオ
- ほんとうに映った!監死カメラ3 - 監督[13]
- ほんとうに映った！監死カメラ4 - 監督[14]
- 戦慄怪奇ファイル コワすぎ!劇場版・序章【真説・四谷怪談 お岩の呪い】 - 出演（山内春樹役）

### Webドラマ
- ガンダムビルドリアル - 監督・脚本（山内直哉との共同脚本）[15]

### CM
- 鳥取県PR CM　想い出篇[16]・面接篇[17]・観光編[18] - 監督　(面接篇にて鳥取CMフェスティバルグランプリ受賞)[19]
- 34423　1st Album「Tough and Tender」 - 監督

### MV
- 舞丹旅　「イメージ」 - 監督
- 舞丹旅　「夕暮れ」 - 監督
- dodo special 「君のおかげ」- 監督[20]
- 中谷優心「キャンディーキッス」- 監督[21]